# دیتالینی

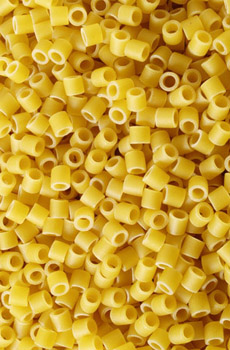
دیتالینی

دیتالینی[ditaˈli:ni] (ایتالیایی: «انگشت‌های کوچک»، همچنین به عنوان tubettini نیز شناخته می‌شود) نوعی پاستا است که به شکل لوله‌های کوچک است. آن را به عنوان «اندازه انگشتانه» و به عنوان «ماکارونی بسیار کوتاه» توصیف کرده‌اند. در برخی مناطق به آن «ماکارونی سالاد» نیز می‌گویند. در طول عصر صنعتی در آپولیا، ایتالیا، توسعه فزاینده دیتالی و سایر پاستاهای با برش کوچک رخ داد. در دوران معاصر، این یک پاستا تولید انبوه است. در چندین غذا استفاده می‌شود و معمولاً در سراسر سیسیل استفاده می‌شود.

## استفاده در غذاها
دیتالینی ممکن است در چندین غذای ماکارونی مانند پاستا ای فاجیولی (ماکارونی و لوبیا) استفاده شود. در غذاهای سنتی سیسیلی «در سراسر سیسیل» استفاده می‌شود. برخی از غذاهای سیسیلی با دیتالینی شامل پاستا با پنیر ریکوتا و پاستا چی vruocculi 'rriminati است که یک غذای ماکارونی و کلم بروکلی است . توصیف شده‌است که اغلب در سوپ استفاده می‌شود، و به عنوان یک پاستا ایدئال برای استفاده در سوپ‌ها به دلیل اندازه کوچک آنها که می‌توانند به خوبی روی قاشق قرار بگیرند، توصیف شده‌است. همچنین می‌توان از آن در سالاد پاستا استفاده کرد. 

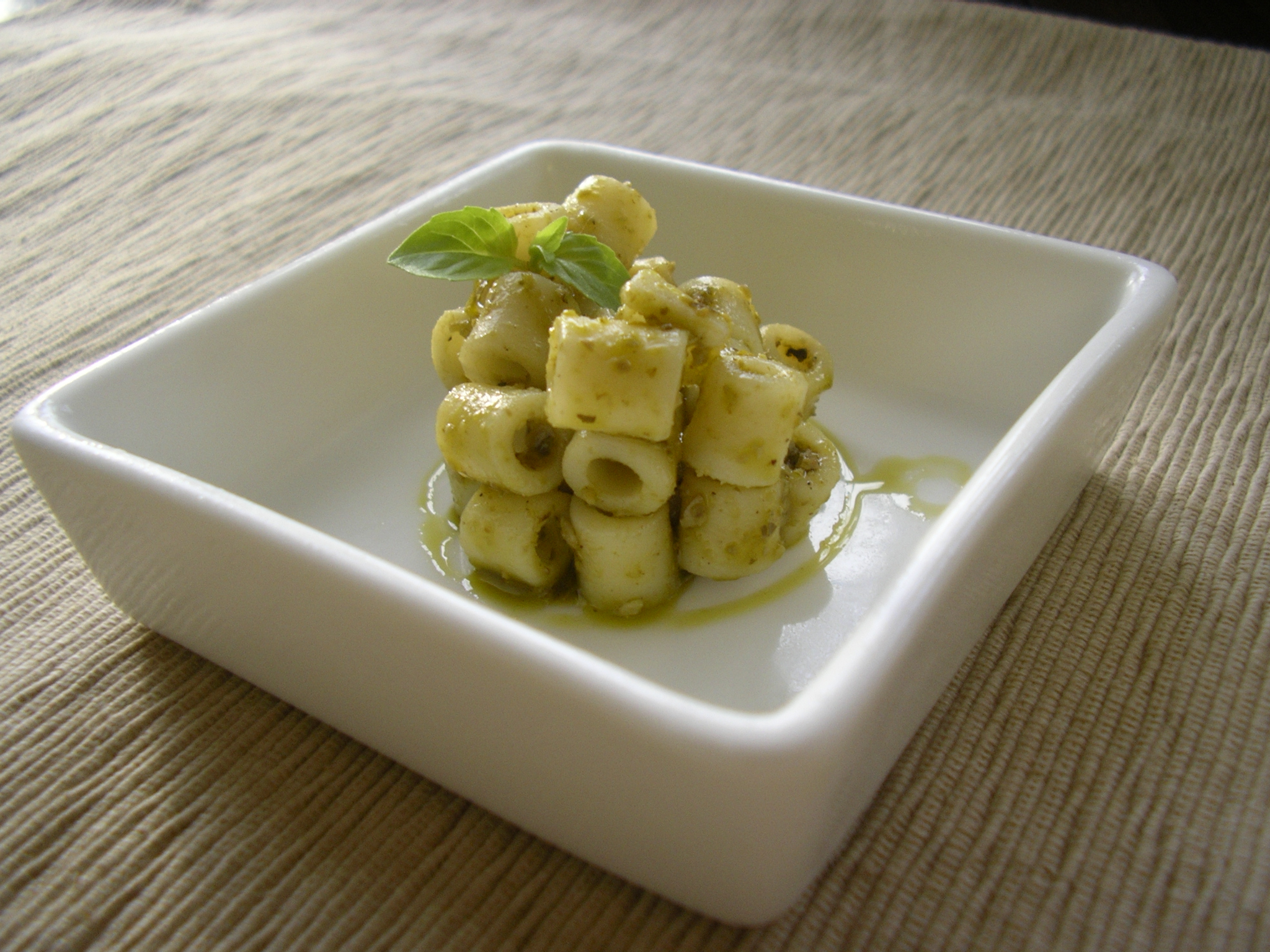
یک پیش غذای کوچک دیتالینی با پستو
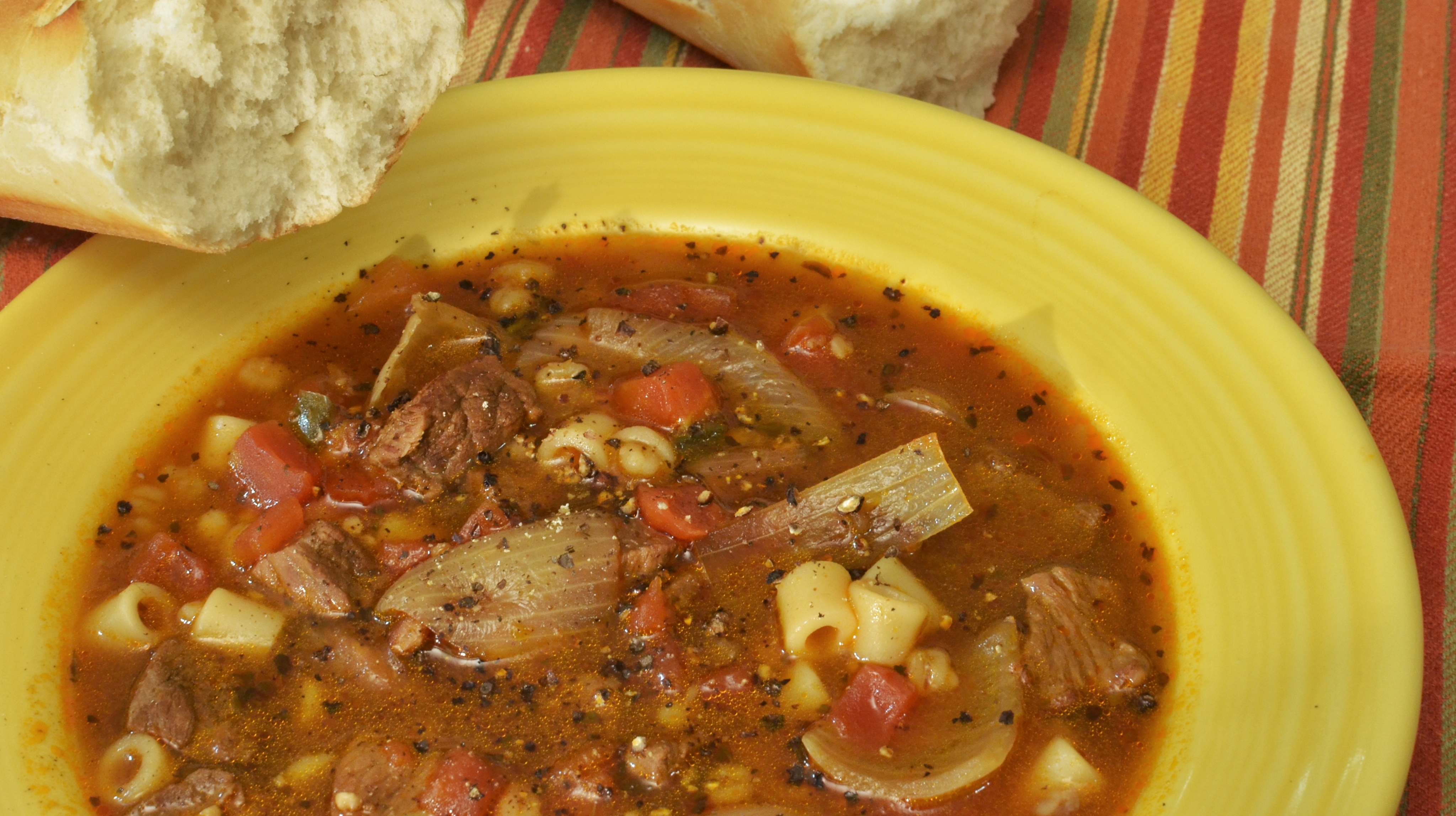
سوپ گوشت گاو و جو با گوجه فرنگی و دیتالینی
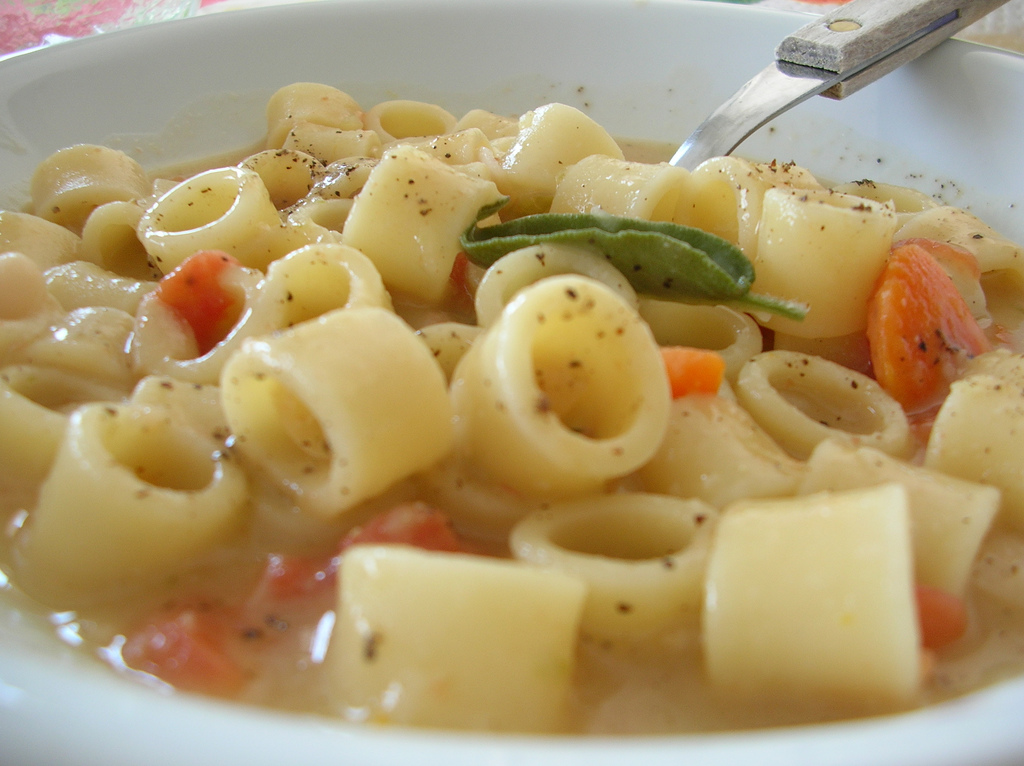
پاستا e fagioli تهیه شده با دیتالینی